# Río Aineto
El río Aineto o barranco de Paternoy de Esporret es un curso de agua del nordeste de la península ibérica, afluente del Asabón. Discurre por la provincia de Huesca.

## Curso
El río, que discurre por la provincia española de Huesca, nace en Paternos y baña también la localidad de Centenero. Acaba desaguando en el Asabón. Aparece descrito en el primer volumen del Diccionario geográfico-estadístico-histórico de España y sus posesiones de Ultramar de Pascual Madoz con las siguientes palabras:

AINETO: pequeño r. de la prov. de Huesca, part. jud. de Jaca, tiene su orígen en el térm. del de Paternos, al S. de una cord. de montañas, fertiliza los campos del espresado pueblo sit. á su der. y los de Centenero que está á su izq. uniéndose á poco mas de dos leg. de su orígen con el r. Asabon no lejos del l. de Triste: aunque de escaso caudal es de curso perenne, cria algunas truchas y otros pececillos.
(Madoz, 1845, p. 170)